# Lijst van bosgemeenschappen in Nederland
Een bosgemeenschap is een plantengemeenschap die in bossen voorkomt. Bosgemeenschappen zijn van elkaar te onderscheiden door de samenstelling en de structuur van de vegetatie. Ook het milieu is onderscheidend. Bosgemeenschappen worden vaak vernoemd naar de belangrijkste plantensoorten. Zo spreekt men van het droog berken-zomereikenbos en het vochtig berken-zomereikenbos.
| Nederlandse naam                | Wetenschappelijke naam       |
| ------------------------------- | ---------------------------- |
| abelen-iepenbos                 | Violo odoratae-Ulmetum       |
| berken-eikenbos                 | Betulo-Quercetum             |
| beuken-eikenbos                 | Fago-Quercetum               |
| bijvoet-ooibos                  | Artemisio-Salicetum albae    |
| bochtige smele-beukenbos        | Deschampsio-Fagetum          |
| bosbessen-dennenbos             | Vaccinio-Pinetum             |
| bosmuur-elzenbos                | Stellario-Alnetum            |
| dophei-berkenbroek              | Erico-Betuletum pubescentis  |
| elzenzegge-elzenbroek           | Carici elongatae-Alnetum     |
| essen-iepenbos                  | Fraxino-Ulmetum              |
| gewoon eiken-haagbeukenbos      | Stellario-Carpinetum         |
| gaffeltandmos-eikenbos          | Dicrano-Quercetum            |
| gierstgras-beukenbos            | Milio-Fagetum                |
| goudveil-essenbos               | Carici remotae-Fraxinetum    |
| hondstong-eikenbos              | Cynoglosso-Quercetum         |
| kalk-eikenhaagbeukenbos         | Orchido-Carpinetum           |
| kalk-essenbos                   | Circio-Alnetum               |
| koningsvaren-elzenbroek         | Carici laevigatae-Alnetum    |
| korstmossen-dennenbos           | Cladonio-Pinetum             |
| kraaihei-dennenbos              | Empetro-Pinetum              |
| lissen-ooibos                   | Irido-Salicetum albae        |
| meidoorn-berkenbos              | Crataego-Betuletum           |
| moerasvaren-elzenbroek          | Thelypterido-Alnetum         |
| parelgras-beukenbos             | Melico-Fagetum               |
| ruigt-elzenbos                  | Macrophorbio-Alnetum         |
| sleutelbloem-eikenhaagbeukenbos | Primulo-Carpinetum           |
| veldbies-beukenbos              | Luzulo-Fagetum               |
| veldkers-ooibos                 | Cardamino-Salicetum albae    |
| vogelkers-essenbos              | Pruno-Fraxinetum             |
| zompzegge-berkenbroek           | Carici-Betuletum pubescentis |